# 五门庙

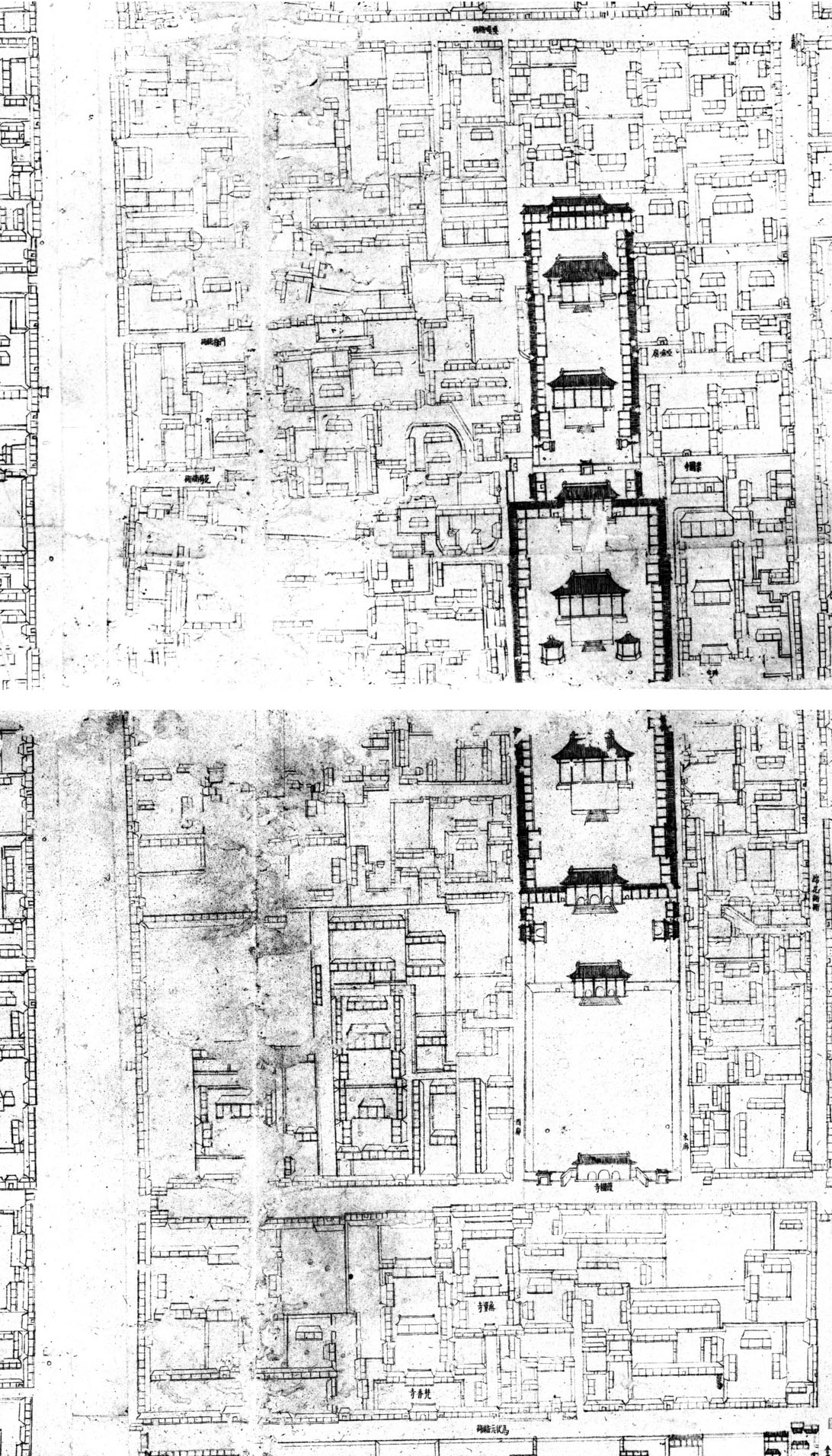
《乾隆京城全图》中的护国寺。护国寺西南方向的“马状元胡同”中可见梵香寺，护国寺东侧为五门庙，均为藏传佛教寺院

五门庙是位于中国北京市西城区护国寺东巷路东的一座藏传佛教格鲁派寺院。现已无存。

## 历史
五门庙是北京护国寺的下院（一说是五台山的下院）。清朝时，为便利五台山黄庙（即藏传佛教格鲁派寺庙）的僧人在北京和五台山间往来办事，清朝政府特准他们在北京护国寺及五门庙居住。
1900年八国联军占领北京，设在嵩祝寺的“喇嘛印务处”的房屋遭炮火焚毁。喇嘛印务处一度迁至雍和宫，后来又迁至护国寺东廊下的五门庙。1908年，喇嘛印务处迁至雍和宫东花园北大门。
释妙舟《蒙藏佛教史》载，“五门庙。在护国寺街，明崇祯五年，阿王罗藏习静之所。清顺治十七年，世祖诏命往五台山，敕封札萨克大喇嘛总理番汉僧人，春秋来觐，憩息此院。康熙二十二年，圣祖驾幸五台，加封‘清凉老人’。至孙罗藏丹巴，慎守箕裘，克绍永业，于康熙三十七年，敕封“清凉禅师”，赐银印，提督番汉僧众。至曾孙鼎监错，见庙倾圮，发愿重修。圣祖赐白檀香主心大庄严佛、藏香杖、叠衣永留精舍，招提兰若，广贮上乘三车。寺有碑一，为康熙六十一年岁次壬寅秋九月吉日，住持坚参朋错勒石，翰林院检讨郑禧撰并书。殿凡三进，清代为五台山下院，凡五台喇嘛来京者均寓之。寺凡三进，现均圮为平地。两旁尚有僧寮十余间，为近时五台喇嘛来平寄居之所。额定喇嘛三名驻寺中。”